# Zenové

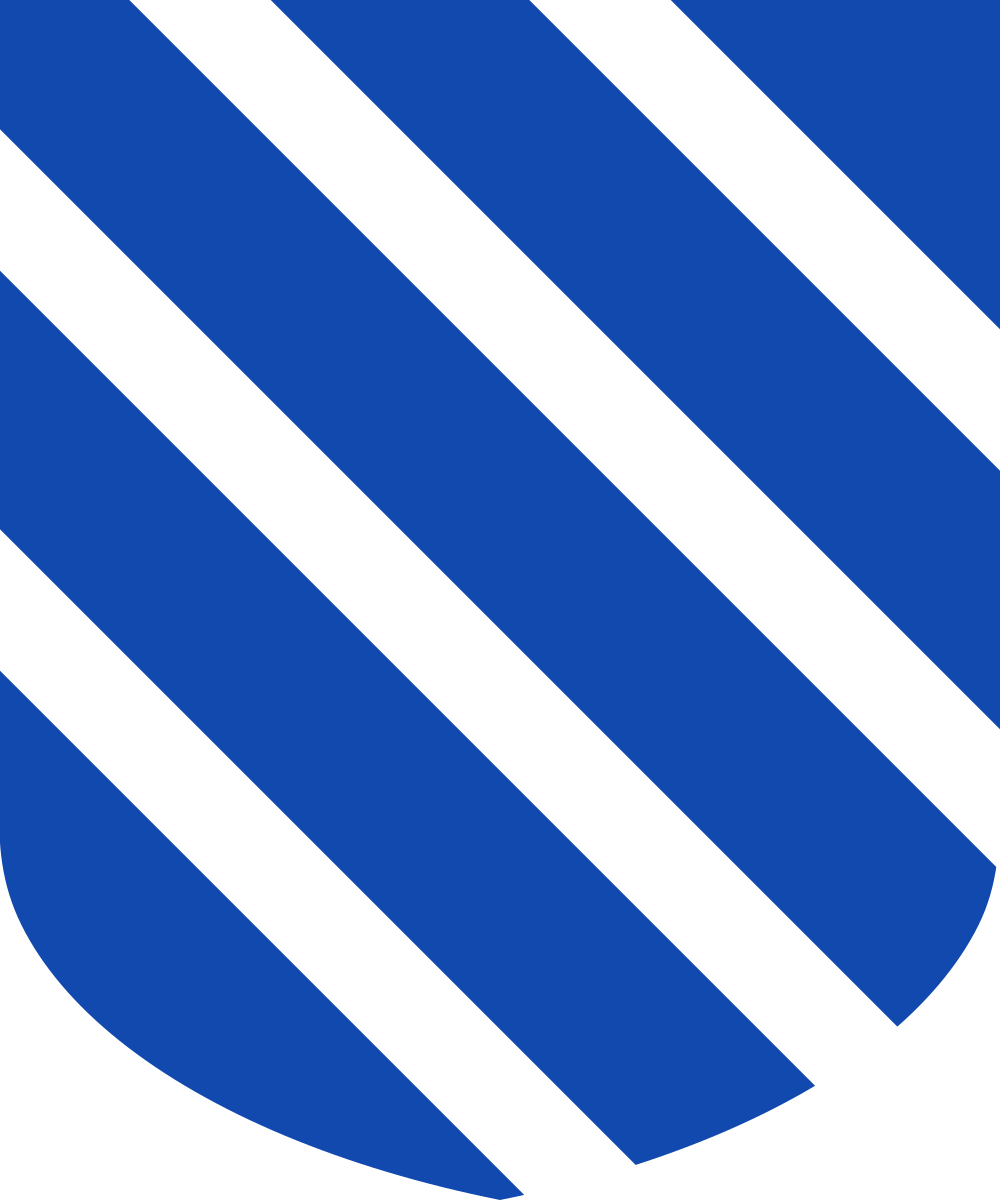
Erb rodu Zenů

Zenové byli patricijská rodina, která patřila do úzkého okruhu benátských šlechtických rodů. Její členové hráli důležitou roli v historii Benátské republiky.
Rodina také vlastnila vilu Zeno.

## Významní členové
- Apostolo Zeno (1669–1750), benátský básník, libretista a novinář
- Carlo Zeno (1333–1418), benátský admirál během války o Chioggiu, ale také žoldák
- Giovanni Battista Zeno († 1501), od roku 1468 římskokatolický kardinál, synovec papeže Pavla II.
- Nicolò Zen mladší (1515–1565), benátský senátor a inženýr
- Pietro Zeno, pán z Andru a Syru († 1427)
- Reniero Zeno († 1268), 45. benátský dóže
- Bratři Zenové: Nicolò (asi 1326–asi 1402) a Antonio († asi 1403), námořní obchodníci a domnělí průzkumníci